# Aluminijeve alkilne skupine
Alkil aluminij je zelo lahko vnetljiva in jedka snov s kemijsko formulo HCn H2n+13. 
Alkili - alkilne skupine so zelo reaktivne skupine, organski radikali, ki nastanejo pri odcepitvi vodika iz molekule alkana. Splošna formula za alkilno skupino je Cn H2n+1. Primer: iz molekule etana CH3-CH3 se odcepi vodik in nastane radikal CH3-CH2 - etil.
Aluminijevi alkili reagirajo s številnimi snovmi, kot so voda, kisline, kisik, ogljik, papir,...

## Ugotovitve nevarnih lastnosti
- Lahko vnetljivo in jedko (F, C),
- nevarnost je požar ali eksplozija,
- lahko se vname zaradi gretja, iskre ali plamena,
- hlapi (pare) lahko tvorijo eksplozivne zmesi z zrakom,
- hlapi (pare) so težji od zraka in se širijo ob tleh ter kopičijo v nižjih predelih in zaprtih prostorih (kanalizacija, zbiralniki, kleti),
- nevarnost eksplozije par (hlapov) v zaprtih in odprtih prostorih,
- če je oznacena s P snov lahko spremeni svojo kemijsko sestavo (polimerizira), če se segreva ali ce je v ognju,
- iztekanje v kanalizacijo lahko povzroči požar ali eksplozijo,
- kontejner lahko eksplodira pri segrevanju,
- nekatere tekočine so lažje od vode.

## Ukrepi za prvo pomoč
- Premaknite ponesrečenca na svež zrak,
- nudite umetno dihanje, če ponesrečenec ne diha,
- uporabite kisik, če je dihanje oteženo,
- odstranite in izolirajte kontaminirano obleko in obutev,
- v primeru stika s snovjo takoj izpirajte kožo ali oči s tekočo vodo najmanj 20 min,
- poškodovanca pokrijte in pustite počivati,
- poskrbite, da je medicinsko osebje seznanjeno z nevarnostjo in zagotovite uporabo ustrezne varovalne opreme.

## Evakuacija
- Izolirajte področje razsutja ali iztekanja takoj od 100 do 150 m v vseh smereh, ter ostanite v zavetrju in ne pustite blizu nepooblaščenih oseb,
- ne zadrzujte se v nizjih predelih,
- evakuirajte ljudi v razdalji 100 metrov v vseh smereh.

Če gori železniški vagon, cisterna ali priklopnik, izolirajte 800 m vseh smereh; prav tako evakuirajte ljudi v polmeru 800 m in izvedite ukrepe varovanja ter reševanja. V primeru požara uporabite:  prah, apno, suhi pesek ali peno. Snov lahko burno reagira z vodo.

## Ukrepi ob požaru
- Premaknite kontejner iz območja požara, če je to varno,
- goreči kamion ali cisterno gasite z velike oddaljenosti – uporabljajte vodne topove,
- ne vlivajte vode v kontejner ali na snov,
- hladite kontejner z velikimi količinami vode, tudi potem, ko ne gori več,
- umaknite se takoj, če slišite čudne zvoke ali opazite, da se spreminja barva cisterne ali kontejnerja,
- vedno se odmaknite od goreče cisterne.

## Ukrepi ob nezgodnih izpustih
- Kemijska zaščitna ali protiprsna obleka varuje v primeru razlitja ali razsutja, če ni požara,
- odstranite vse vire vžiga (ne kadite, odstranite iskrenje in plamen v neposredni okolici),
- ne dotikajte se ali hodite po razsuti snovi,
- zaustavite iztekanje,če je to brez nevarnosti.

## Manjše razsutje/razlitje
- Prikrijte s suho zemljo, suhimi peskom ali drugo negorljivo snovjo, nato pa s plastično folijo, da preprečite prašenje in stik z dežjem,
- uporabite čisto, neiskreče orodje za pobiranje absorbiranje snovi in snov shranite v zbirnik za kasnejšo oskrbo,
- preprečite vstop v vodne vire, kanalizacijo, kleti ali zaprte prostore.

## Zdravje
- Lahko povzroči zastrupitev pri vdihavanju ali zaužitju/pogoltnitvi.
- stik s snovjo lahko drazi ali pece kožo in oči.
- pri požaru lahko nastanejo dražilni, jedki in/ali strupeni plini.
- hlapi (pare) lahko povzrocijo omoticnost ali dušenje.
- širjenje požara ali odtekanje vode za gašenje lahko povzroča onesnaženje.

## Ravnanje z nevarno snovjo in skladiščenje
Spojino se hrani v dobro zaprtih posodah na suhem in hladnem, stran od vročine in sončnih žarkov.
Skladišči se jo v hladnih in suhih prostorih, v tesno zaprtih posodah. Ne skladiščiti skupaj z alkalijami, redukcijskimi ali vnetljivimi snovmi.

## Nadzor nad izpostavljenostjo
- Zaščita dihal: ob intenzivnejšem ali daljšem izpostavljanju uporabiti Uizolirni dihalni aparat (IDA),
- nosite kemijsko zaščitno obleko, vendar pazite, da ne nudo toplotne zaščite,
- zaščita kože: gasilska zascitna obleka je priporocljiva samo v primeru požara; ta je neučinkovita v drugih situacijah.

## Fizikalne in kemijske lastnosti
Alkil aluminij se nahaja v tekočem agregatnem stanju. Je brez barve, jedkega vonja.

## Obstojnost in reaktivnost
Alkil aluminij je obstojen, če ga hranimo v ustreznih razmerah. Treba je upoštevati, da je segrevanje lahko nevarno.
Nezdružljiva je z naslednjimi snovmi: organske gorljive snovi, kisik, voda, kisline], ogljik, papir...
in snovmi, ki se vžgejo same od sebe: aluminijevi alkili, aluminijev hidrid, beli fosfor.
Finejši je prah in višja temperatura okolice, tem večja je možnost, da se prah vname. Segrevanje lahko povzrocijo tudi dolocene bakterije.

## Toksikološki podatki
Akutna strupenost pri zaužitju: LD50= 430mg/kg (človek). Močno draži in razjeda kožo, sluznico in oči.

## Ekotoksikološki podatki / učinki na okolje
Alkil aluminij je škodljiv za vodne živali (ribe, plankton). Škodljiv učinek je posledica premika pH-vrednosti. 
Z vodo reagira eksplozivno, tudi, če je razredčena. Ne povzroča biološkega primankljaja kisika.

## Odstranjevanje
Predpisi
- Pravilnik o ravnanju z odpadki
- Pravilnik o ravnanju z embalažo in odpadno embalažo

## Transportni podatki
- UN številka: 3052
- Transp. stevilo: X333
- ADR/RID ime: ALKIL ALUMINIJ
- ADR/RID razred: 8
- ADR/RID nalepka nevarnosti: 8
- ADR/RID številka nevarnosti: 80

## Podatki o predpisih
| Opozorilni stavki (R)         | Obvestilni stavki (S)                                                                                           |
| ----------------------------- | --- |
| R35 – Povzroča hude opekline. | S1/2 – Hraniti zaklenjeno izven dosega otrok (v primeru splošne uporabe).                                       |
|                               | S23 – Ne vdihavati hlapov.                                                                                      |
|                               | S26 – Če pride v oči, takoj izprati z obilo vode in poiskati zdravniško pomoč.                                  |
|                               | S36 – Nositi primerno zaščitno obleko.                                                                          |
|                               | S45 – Ob nezgodi ali slabem počutju takoj poiskati zdravniško pomoč (po možnosti pokazati etiketo in embalažo). |